# Tempio di Lokanatha
Il tempio di Lokanatha è un tempio induista eretto nell'XI secolo che sorge a Puri, vicino al tempio di Jagannath, e dedicato al dio Shiva.
Secondo la storia, il Linga fu installato dal principe Rāma. La caratteristica unica è che il Linga è sempre sommerso dall'acqua, in accordo con la legenda che vuole la dea Gaṅgā fluire dalla sommità del Linga come un ruscello.
La cerimonia che è celebrata con maggiore fervore è il "Saranti Somavar Fair", nel quale i devoti credono che il Linga abbia il potere di curare malattie dopo aver cercato il Darśana dal dio Shiva.

## Cerimonie
- Maha Shivratri (la 'Grande Notte di Shiva')
- Lunedì, specialmente nel mese di Vaishaakh
- Mese di Shraavan
- Mese di Kaartik